# George Parker (lekkoatleta)
George Richard Parker (ur. 19 listopada 1897 w Leichhardt, zm. 18 czerwca 1974 w Five Dock) – australijski lekkoatleta (chodziarz), wicemistrz olimpijski z 1920.
Zdobył srebrny medal w chodzie na 3000 metrów na igrzyskach olimpijskich w 1920 w Antwerpii, za Ugo Frigerio z Włoch, a przed Richardem Remerem ze Stanów Zjednoczonych. Wystąpił również w chodzie na 10 kilometrów, ale nie ukończył finału. Był na tych igrzyskach chorążym reprezentacji Australii.
Parker był mistrzem Australii w chodzie na 1 milę i na 3 mile w latach 1919/1920, 1921/1922 i 1925/1926.